# Zamarada flavicosta
Zamarada flavicosta là một loài bướm đêm trong họ Geometridae.